# Новосибирск
Новосибирск (до 1926 г.: Новониколаевск) e град в Русия, административен център на Новосибирска област и на Сибирския федерален окръг, голям промишлен, транспортен, научен и културен център. Разположен е на Приобското плато, по двата бряга на река Об, близо до язовира при Новосибирската ВЕЦ. Разстоянието до столицата Москва е около 3300 km.
Новосибирск е най-големият мегаполис на Сибир. Населението му към 1 януари 2016 е около 1 584 138 жители в града; в цялата агломерация – около 2 270 000 жители. По численост Новосибирск е на трето място в Русия след Москва и Санкт Петербург. Заема площ около 500 km². Новосибирск се подразделя на 10 административни района.
Новосибирск се намира в умерената климатична област, на прехода между степната и лесостепната зона. Климатът е силно изразен континентален, с големи средномесечни амплитуди (38 °C). Характеризира се с горещо и влажно лято и изключително студена, сурова зима. Абсолютната минимална температура е -51,1 °C, а най-високата +40 °C. Часовият пояс е UTC +7:00 (Республика Алтай, Республика Тыва, Республика Хакасия, Алтайский край, Красноярский край, Кемеровская область, Новосибирская область и Томская область), +4 часа от Московското време.

## История
Селището е основано през 1893 г. при строителството на железопътен мост от Транссибирската магистрала на р. Об. През 1903 г. получава статут на град под името Новониколаевск, по името на император Николай II и Свети Николай Чудотворец, а през 1925 г. е преименуван на Новосибирск. В историята на града има 3 събития, които са изиграли ключова роля за превръщането му в крупен сибирски мегаполис. Първото от тях е строителството на Трансибирската железопътна магистрала и на мост над р. Об, направило Новосибирск важен транспортен възел. С това се развива значително селскостопанският сектор, енергетиката, леярството, търговията, банкертството и плаването. Към 1917 г. в града вече са построени 7 православни и 1 католическа църкви, няколко кина, 40 начални училища, гимназия и семинария. Гражданската война в Русия води до тежки последици за града – епидемии от тиф и холера, в които загиват хиляди хора. По време на военните действия, мостът над река Об е унищожен. През май 1918 г. Чехословашките легиони и Белогвардейците завземат властта в града, но през 1919 г. Червената армия ги побеждава и поема контрола.
Второ забележително събитие в историята му е неговото превръщане в център на губерния и административен център на Сибир през 1921 г. За периода 1920 – 1940 г. населението му се увеличава 4 пъти. В хода на индустриализацията на Сталин, Новосибирск се превръща в един от най-големите промишлени центрове в Сибир. Построени са завод за тежко минно оборудване, металургичен завод, завод за храна, както и електроцентрала. Големият глад в СССР от 1932 – 1933 г. докарва в града над 170 хиляди бежанци, търсещи храна и убежище. През 1934 г. е създадена трамвайна линия.
Третото важно събитие става евакуирането в Новосибирск на много промишлени предприятия през Великата отечествена война на Русия – над 50 крупни завода от европейската част на страната. Стремителната индустриализация и съпровождащият я приток от имигранти позволяват на провинциалния град за кратко време да се развие в съвременен мегаполис. 70 години след основаването му броят на жителите надхвърля 1 милион. Това е световен рекорд, надминал постижението на Чикаго (с когото често е сравняван) с 20 години.
През 1950-те години съветското правителство решава да създаде научен център в Новосибирск и през 1957 г. се ражда Академгородок – многофункционален научноизследователски комплекс, разположен на 30 km южно от центъра на града. В него се помещават 35 изследователски института и университета.
През 1979 г. започват работите по прокопаването на Новосибирския метрополитен, който е официално открит в началото на 1986 г.
Известни забележителности в Новосибирск са Академгородок, Новосибирският академичен театър, катедралата Александър Невски.

## Население
| 1897      | 1923      | 1931      | 1939      | 1956      | 1959      | 1970      | 1973      |
| --------- | --------- | --------- | --------- | --------- | --------- | --------- | --------- |
| 8000      | 74 600    | 180 100   | 404 000   | 731 000   | 885 045   | 1 160 963 | 1 221 000 |
| 1976      | 1979      | 1982      | 1986      | 1989      | 1992      | 1996      | 1999      |
| 1 265 000 | 1 312 480 | 1 357 000 | 1 396 000 | 1 436 516 | 1 442 000 | 1 397 000 | 1 402 400 |
| 2001      | 2003      | 2006      | 2008      | 2010      | 2012      | 2014      | 2016      |
| 1 393 200 | 1 425 500 | 1 397 000 | 1 390 500 | 1 473 754 | 1 498 921 | 1 547 910 | 1 584 138 |

### Етнически състав
Етнически групи според преброяването на населението през 2010 г.: 92,82% руснаци, 0,92% украинци, 0,75% узбеки, 0,73% татари, 0,63% германци, 0,61% таджики и други.

## Климат
Новосибирският климат е умереноконтинентален, но с много студени зими. Средната годишна температура е 1,8 °C, средната влажност на въздуха е 75%, а средните годишни валежи са около 460 mm.
| Климатични данни за Новосибирск       | Климатични данни за Новосибирск | Климатични данни за Новосибирск | Климатични данни за Новосибирск | Климатични данни за Новосибирск | Климатични данни за Новосибирск | Климатични данни за Новосибирск | Климатични данни за Новосибирск | Климатични данни за Новосибирск | Климатични данни за Новосибирск | Климатични данни за Новосибирск | Климатични данни за Новосибирск | Климатични данни за Новосибирск | Климатични данни за Новосибирск |
| Месеци                                | яну.                            | фев.                            | март                            | апр.                            | май                             | юни                             | юли                             | авг.                            | сеп.                            | окт.                            | ное.                            | дек.                            | Годишно                         |
| Абсолютни максимални температури (°C) | 4,1                             | 5,1                             | 14,4                            | 30,7                            | 36,1                            | 36,6                            | 41,1                            | 35,7                            | 33,2                            | 27,2                            | 11,5                            | 4,8                             | 41,1                            |
| Средни максимални температури (°C)    | −12,1                           | −9,7                            | −1,9                            | 8,1                             | 18,8                            | 23,4                            | 25,4                            | 22,8                            | 16,0                            | 7,6                             | −3,5                            | −9,9                            | 7,1                             |
| Средни температури (°C)               | −16,5                           | −14,8                           | −7,6                            | 2,3                             | 11,8                            | 17,1                            | 19,4                            | 16,6                            | 10,2                            | 3,1                             | −6,9                            | −14                             | 1,8                             |
| Средни минимални температури (°C)     | −20,9                           | −19,5                           | −12,8                           | −2,4                            | 5,6                             | 11,2                            | 13,8                            | 11,2                            | 5,6                             | −0,4                            | −10,3                           | −18,3                           | −3,1                            |
| Абсолютни минимални температури (°C)  | −51,1                           | −46,3                           | −36,4                           | −29,1                           | −8,6                            | −2,2                            | 1,5                             | 0,0                             | −6,9                            | −26,4                           | −40                             | −45,7                           | −51,1                           |
| Средни месечни валежи (mm)            | 25                              | 18                              | 17                              | 27                              | 34                              | 55                              | 66                              | 60                              | 43                              | 45                              | 37                              | 33                              | 460                             |
| ------------------------------------- | ------------------------------- | ------------------------------- | ------------------------------- | ------------------------------- | ------------------------------- | ------------------------------- | ------------------------------- | ------------------------------- | ------------------------------- | ------------------------------- | ------------------------------- | ------------------------------- | ------------------------------- |
| Източник: Погода и Клима              |                                 |                                 |                                 |                                 |                                 |                                 |                                 |                                 |                                 |                                 |                                 |                                 |                                 |

## Икономика
Новосибирск е един от най-големите промишлени центрове на Русия. Основополагащи отрасли са машиностроенето, електроенергетиката, металургията и хранителната индустрия, които дават над 86% от общата промишлена продукция.
Градът е и най-големият транспортен възел на Сибир – свързва Далечния изток, Средна Азия и Сибир с европейските региони на Руската федерация. Важна гара на Трансибирската магистрала, кръстопът на железни и шосейни пътища. Има голямо речно пристанище и 3 летища: Толмачево (международно), Елицовка и Северний. Той е първият град в Сибир с метро (от декември 1985), с 2 линии и 13 станции.
Недалеч на юг от града е построен огромен язовир на река Об – Новосибирското водохранилище, известно още и като Обско море. Дължината на язовира е 200 km, ширината му на места надхвърля 22 km, площта му е 1072 km², а обемът му е 8,8 km³. На стената на язовира е разположена Новосибирската ВЕЦ с мощност 475 MW и годишно производство 1,687 млрд. kWh електроенергия.

## Наука и образование
Световна известност на Новосибирск е донесъл неговият Академгородок (филиал на Руската академия на науките) с десетки научноизследователски институти; Новосибирският държавен университет и други. Общо в града има 47 висши училища (вкл. 14 университета, 10 академии). Най-голямото от тях е Новосибирският държавен технически университет с 22 хиляди студенти.

## Международни връзки
През 2003 в Новосибирск е открито генерално консулство на Република България. Консулски служби имат още Германия, Беларус, Киргизстан, Узбекистан, планират се такива на Великобритания и Франция.

## Побратимени градове
- Варна, България
- Минеаполис, САЩ
- Мянян, Съчуан, Китай
- Ош, Киргизстан
- Сапоро, Япония
- Сейнт Пол, САЩ
- Теджон, Южна Корея
- Харков, Украйна
- Минск, Беларус
- Шънян, Китай
- / Севастопол, Украйна/Русия
- Орел, Русия
- Ереван, Армения

## Интересни събития
На 1 август 2008 Новосибирск попадна в ивицата на тоталитета на пълно слънчево затъмнение. Пълната фаза започва в 17:43 местно време (10:43 UTC) и продължава 2 минути и 18 секунди, много близо до максималната (2 мин и 27 сек).

## Известни личности
Родени в Новосибирск
- Едуард Артемиев (р. 1937), композитор
- Меир Даган (р. 1945), израелски офицер
- Александър Карелин (р. 1967), борец

Починали в Новосибирск
- Михаил Михеев (1911 – 1993), писател
- Иван Солертински (1902 – 1944), музиковед
- Роман фон Унгерн-Щернберг (1885 – 1921), офицер